# دنیاگیری کووید-۱۹ در بنگلادش
دنیاگیری کووید-۱۹ در بنگلادش بخشی از دنیاگیری بیماری کروناویروس ۲۰۱۹ در جهان است. اولین مورد تأیید شده در بنگلادش در ۷ مارس ۲۰۲۰ در شهر ناراین‌گنج اعلام شد.